# Andreas Bee (Kunsthistoriker)

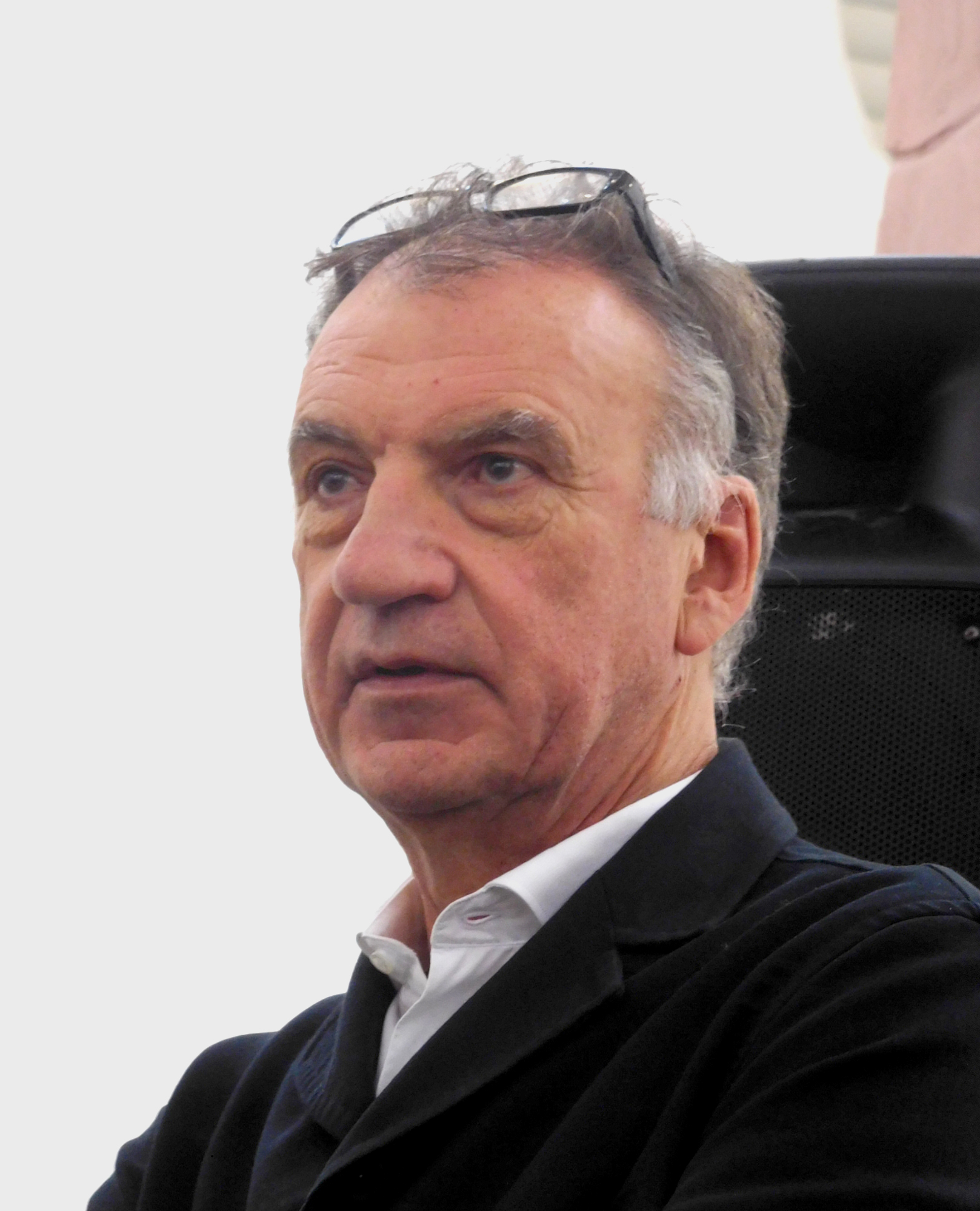
Andreas Bee, 2018 in der Städelschule in Frankfurt am Main

Andreas Bee (* 26. August 1953 in Bochum) ist ein deutscher Kunsthistoriker und Kurator. Er war bis 2020 Professor für Kunstvermittlung in Braunschweig.

## Leben und Werk
Bee studierte nach einer Ausbildung zum Industrie- und Textilkaufmann Kunstgeschichte mit den Nebenfächern Klassische Archäologie und Erziehungswissenschaft an der Ruprecht-Karls-Universität in Heidelberg. Von 1980 bis 1990 war er (durch fortlaufende Werkverträge) wissenschaftlicher Mitarbeiter am Wilhelm-Hack-Museum in Ludwigshafen am Rhein und wirkte unter anderem 1986 an der Ausstellung Abstrakt – Konkret, Neuerwerbungen für die Sammlung des Wilhelm-Hack-Museums mit. 1980 bis 1986 war er  wissenschaftlicher Mitarbeiter (durch fortlaufende Werkverträge) an der Sammlung Prinzhorn der Universität Heidelberg.
Als Mitarbeiter des Heidelberger Kunstvereins von 1987 bis 1991 arbeitete Bee an verschiedenen Katalogen und Ausstellungen mit, unter anderen 1990 an der Ausstellung „Blau – Farbe der Ferne“ und, mit Christmut Präger, an dem Katalog Blau: Kaleidoskop einer Farbe. 1989 wurde Bee mit Förderung der Stadt-Heidelberg-Stiftung bei Peter Anselm Riedl am Kunsthistorischen Institut der Universität Heidelberg über den Bildhauer Hans Nagel (1926–1978) promoviert. Seit 1986 schrieb er für verschiedene Zeitungen und Zeitschriften.
Seit Februar 1991 war Bee wissenschaftlicher Mitarbeiter am Museum für Moderne Kunst in Frankfurt am Main, mit dem Schwerpunkt Presse- und Öffentlichkeitsarbeit. Er war bereits an der Aufbauphase des Museums unter Jean-Christophe Ammann beteiligt, die mit der Eröffnung des Museums am 6. Juni 1991 abgeschlossen wurde. Bee konzipierte und organisierte anschließend die Vermittlungstätigkeit durch Führungen und Vorträge und betreute ab 2002 die Schriftenreihe des Museums. Ab 1992 initiierte er die Konzerte zeitgenössischer Musik sowie die Film- und Videoreihen im Museum. Von 2005 bis 2009 war er stellvertretender Direktor.
1996 kuratierte er im Mannheimer Kunstverein mit Martin Stather die Ausstellung Landvermesser. Landschaftsdarstellungen in der zeitgenössischen Kunst. Seit dem Sommersemester 1997 hatte Bee fortlaufend Lehraufträge für Zeitgenössische Kunst und Museumspraxis für Moderne Kunst am Institut für Europäische Kunstgeschichte an der Universität Heidelberg.
2009 verließ Bee das Museum für Moderne Kunst in Frankfurt.  Ab September 2008 hatte er im Bereich Freie Kunst die Professur „Kunst im Diskurs / Kunstwissenschaft mit dem Schwerpunkt Kunst der Gegenwart“ an der Hochschule für Bildende Künste Braunschweig inne. Seit 2017 war er als Vizepräsident für den Bereich Lehre, Studium und Professionalisierung verantwortlich. Bee verließ die Hochschule zum 31. März 2020 auf eigenen Wunsch.
Bee kuratierte zahlreiche Ausstellungen und veröffentlichte vorwiegend zu Themen der zeitgenössischen Kunst. Er lebt und arbeitet in Berlin.

## Schriften
- Städteansichten – Städteaussichten: kurpfälzische Städte einst und jetzt. Stadtmuseum Ludwigshafen am Rhein, 1984.
- Reiner Ruthenbeck. Museum für Moderne Kunst, Frankfurt am Main, Verlag für Moderne Kunst, Nürnberg, 1996.
- Katalin Káldi. Museum für Moderne Kunst, 1999.
- Nehmen Sie Platz. Über Stühle, Sitzordnungen und Kunst, in: Rolf Lauter (Hrsg.): Für Jean-Christope Ammann. Festschrift, Societätsverlag, Frankfurt am Main, 2001, ISBN 3-7973-0789-6.
- (Hrsg.) Richter zeichnen: Alexander Roob zeichnet den Auszug des Stammheim-Zyklus von Gerhard Richter.  Salon-Verlag, Köln 2001, ISBN 978-3-8827-0489-1.
- (Hrsg.) Zehn Jahre Museum für Moderne Kunst Frankfurt am Main. DuMont, Köln 2003, ISBN 978-3-8321-5629-9.
- mit Barbara Willer: Alighiero Boetti, Order and disorder. Museum Ritter, Sammlung Marli Hoppe-Ritter, Verlag das Wunderhorn, Heidelberg 2008, ISBN 978-3-8842-3314-6.
- mit Joachim Valentin: Angel dust: Bogomir Ecker, Mark Wallinger und ein unbekannter Meister. Museum für Moderne Kunst Zollamt,  König, Köln 2009, ISBN 978-3-8656-0614-3.
- mit Michael Eckel: Martin Liebscher. Einer für alle. Hatje Cantz, Ostfildern 2008, ISBN 978-3-7757-2251-3.